# Roger Sherman
Roger Sherman (Newton (Massachusetts), 30 april 1721 – New Haven, Connecticut, 23 juli 1793) was een Amerikaans politicus. Hij was de eerste burgemeester van New Haven, een van de opstellers van de Onafhankelijkheidsverklaring en ondertekenaar van de Amerikaanse grondwet.

## Levensloop
Als kind volgde Sherman alleen de lagere school, maar las veel in de bibliotheek van zijn vader. Zijn werkende leven begon hij als schoenmaker. Na de dood van zijn vader in 1743 moest hij zijn moeder en andere kinderen ondersteunen. Samen met zijn broer opende hij de eerste winkel ooit in New Milford, Connecticut. In dat plaatsje behoorde hij snel tot de plaatselijke notabelen. 
Ondanks dat Sherman geen formele opleiding had gevolgd werd hij in 1754 toegelaten tot het beroep van advocaat. Voor New Milford werd hij verschillende keren afgevaardigd naar het Huis van Afgevaardigden van Connecticut en later naar de Senaat. In 1762 werd Sherman bovendien benoemd als rechter. Van 1766 tot 1789 had hij zitting in het Hooggerechtshof van Connecticut. Verder was hij penningmeester van Yale-universiteit, doceerde daar vele jaren theologie en kreeg een eredoctoraat uitgereikt. 
Namens Connecticut werd Sherman ook afgevaardigd naar het Continental Congress. Hij had daar een zeer actieve rol en maakte deel uit van een commissie van vijf leden die de Amerikaanse onafhankelijkheidsverklaring opstelde. Tot 1781 bleef hij deel uitmaken van het Congress, maar trok zich toen vanwege drukte terug. In 1784 keerde hij terug en maakte hij deel uit van de commissie die de Articles of Confederation opstelde.
Tijdens de Constitutional Convention in 1787 was er een meningsverschil tussen de afgevaardigden van de grote en kleine staten. De kleine staten streefden naar een Congres waarin alle staten gelijk vertegenwoordigd waren. De grotere staten wilden dat het aantal afgevaardigden gebaseerd zou worden op basis van het bevolkingsaantal. Dat zou hun meer macht geven over de kleinere staten. Sherman ontwierp samen met Oliver Ellsworth de oplossing die bekend zou komen te staan als het "grote compromis". De staten zouden in de Senaat elk met twee personen vertegenwoordigd worden, terwijl de samenstelling van het Huis van Afgevaardigden gebaseerd werd op basis van het bevolkingsaantal. Samen met James Wilson droeg hij ook het voorstel aan dat slaven voor drie vijfde zouden worden meegeteld bij het vaststellen van de afvaardiging per staat. Na de aanname van de grondwet had Sherman namens zijn thuisstaat twee jaar zitting in het Huis van Afgevaardigden en daarna de Senaat.
Veel van zijn nageslacht zou ook actief worden in de politiek. Drie kleinzonen van Sherman zouden dienen in de Senaat, terwijl een van hen, Roger Sherman Baldwin, ook verkozen werd als gouverneur van Connecticut. Een ander van het drietal, William M. Evarts, was minister van Justitie. Hij werd opgevolgd door Ebenezer R. Hoar, een andere kleinzoon van Sherman.
Baldwin · Bassett · Bedford · Blair · Blount · Brearley · Broom · Butler · Carroll · Clymer · Daniel · Dayton · Dickinson · Few · Fitzsimons · Franklin · Gilman · Gorham · Hamilton · Ingersoll · Johnson · King · Langdon · Livingston · Madison · McHenry · Mifflin · G. Morris · R. Morris · Paterson · C. C. Pinckney · Pinckney · Read · Rutledge · Sherman · Spaight · Washington · Williamson · Wilson
- Gemeinsame Normdatei: 104343613
- International Standard Name Identifier: 0000 0000 2032 1259
- Library of Congress Control Number: n80090125
- MusicBrainz: 1b072e9c-3a38-4486-bad6-487794a546a7
- Nationale Bibliotheek van Israël: 987007446438705171
- SNAC: w6d32ppk
- Système universitaire de documentation: 22982580X
- Biographical Directory of the United States Congress: S000349
- Virtual International Authority File: 10281526
- WorldCat: E39PBJkHmVcbVwmQxXhyFjkhpP